# Піхотна дивізія «Ютландія»
Піхотна дивізія «Ютландія» (нім. Infanterie-Division Jütland) — дивізія Вермахту, що існувала наприкінці Другої світової війни.

## Історія
Піхотна дивізія «Ютландія» сформована 4 липня 1944 року в ході 28-ї хвилі мобілізації на території окупованої Данії, як «дивізія-тінь» (нім. Schatten-Division). У серпні 1944 року підрозділи дивізії спрямовані на посилення 19-ї авіапольової та 19-ї гренадерської дивізій.
9 березня 1945 року 325-та піхотна дивізія «Ютландія» сформована вдруге з частки сил окупаційних військ Вермахту в Данії. До травня 1945 року виконувала завдання з оборони окупованих територій. 8 травня 1945 року капітулювала.

## Райони бойових дій
- Данія (липень — серпень 1944; березень — травень 1945)

## Командування

### Командири
- Генерал-лейтенант Шаумберг (нім. Schaumberg) (9 березня — 8 травня 1945)

### Підпорядкованість
| Час     | Корпус      | Армія                | Група армій (округ)                 | Штаб  |
| ------- | ----------- | -------------------- | ----------------------------------- | ----- |
| 1944    |             |                      |                                     |       |
| січень  |             |                      | Окупаційні війська Вермахту в Данії |       |
| 1945    |             |                      |                                     |       |
| квітень | LXXXVI-й ак | 1-ша парашутна армія | Група армій «H»                     | Везер |

## Склад
| 1945                        |
| --------------------------- |
| 590-й гренадерський полк    |
| 591-й гренадерський полк    |
| 592-й гренадерський полк    |
| 325-й артилерійський полк   |
| 325-та протитанкова батарея |
| 325-а рота зв'язку          |